# Kunoy, Kunoy
Kunoy este un oraș din Insulele Faroe.